# Johann von Hubertus

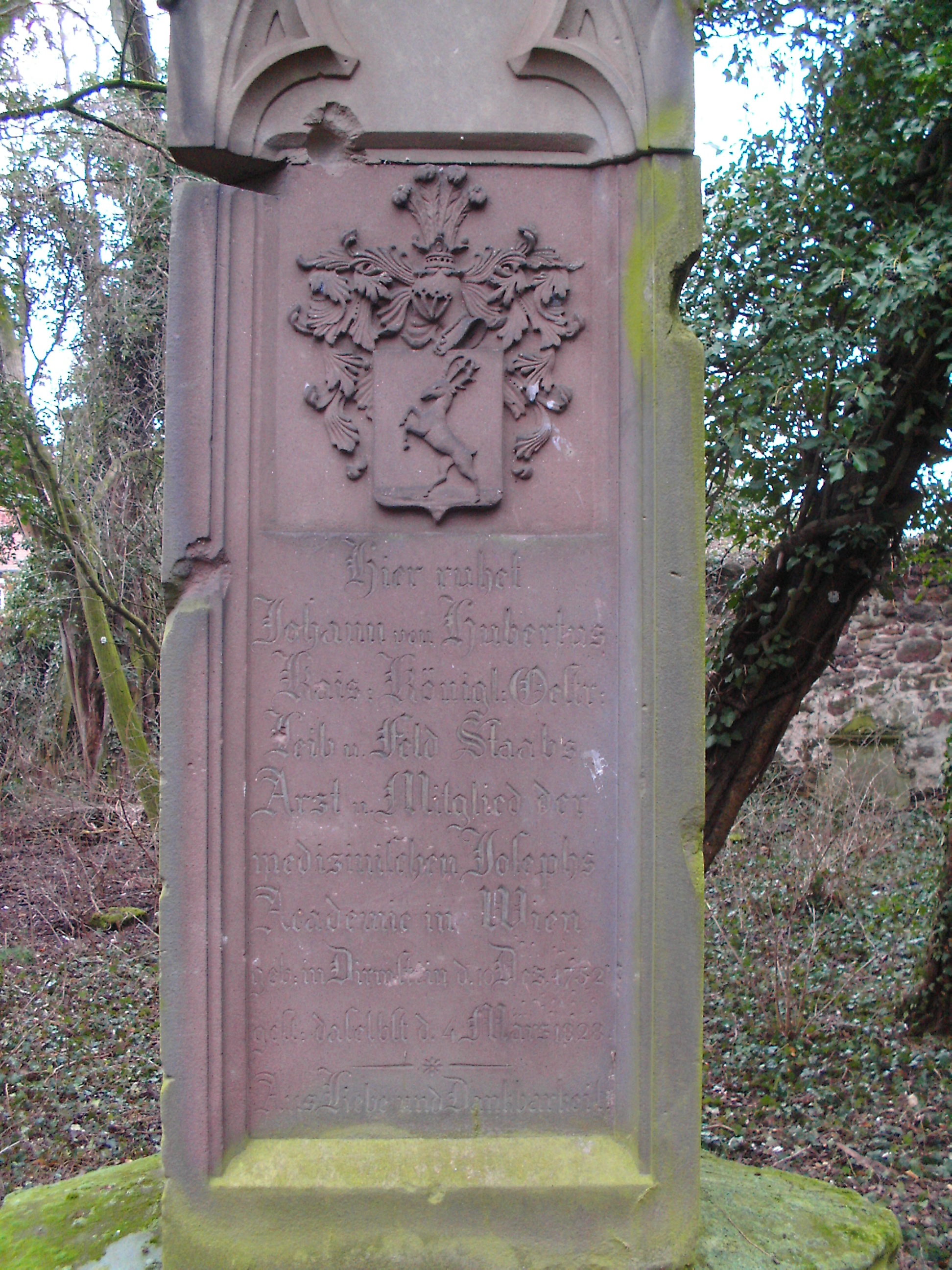
Alter Friedhof Dirmstein, Grabinschrift für Johann Hubertus mit seinem persönlichen Wappen

Johann Hubertus, seit 1826 Edler von Hubertus (* 10. Dezember 1752 in Dirmstein (Pfalz); † 4. März 1828 ebenda) war ausgebildeter Chirurg und Mitglied der Josephs-Akademie (Josephinum) in Wien. In seiner Eigenschaft als Stabsarzt wurde er Leibchirurg des Erzherzogs Karl von Österreich; 1826 erfolgte seine Erhebung in den Adelsstand.

## Familie
Johann Hubertus war der Sohn des Arztes Georg Peter Hubertus, der gemäß örtlichen Aufzeichnungen um 1765 in Dirmstein praktizierte. Dieser hatte 1752, vermutlich in dritter Ehe, Katharina Spindler aus Forst (* 18. September 1726 in Deidesheim) geheiratet. Insofern könnte Johann Hubertus auch von der namentlich nicht bekannten zweiten Frau des Vaters geboren worden sein, die möglicherweise im Kindbett gestorben ist. Er hatte mindestens zwei jüngere Geschwister oder Halbgeschwister.

## Leben

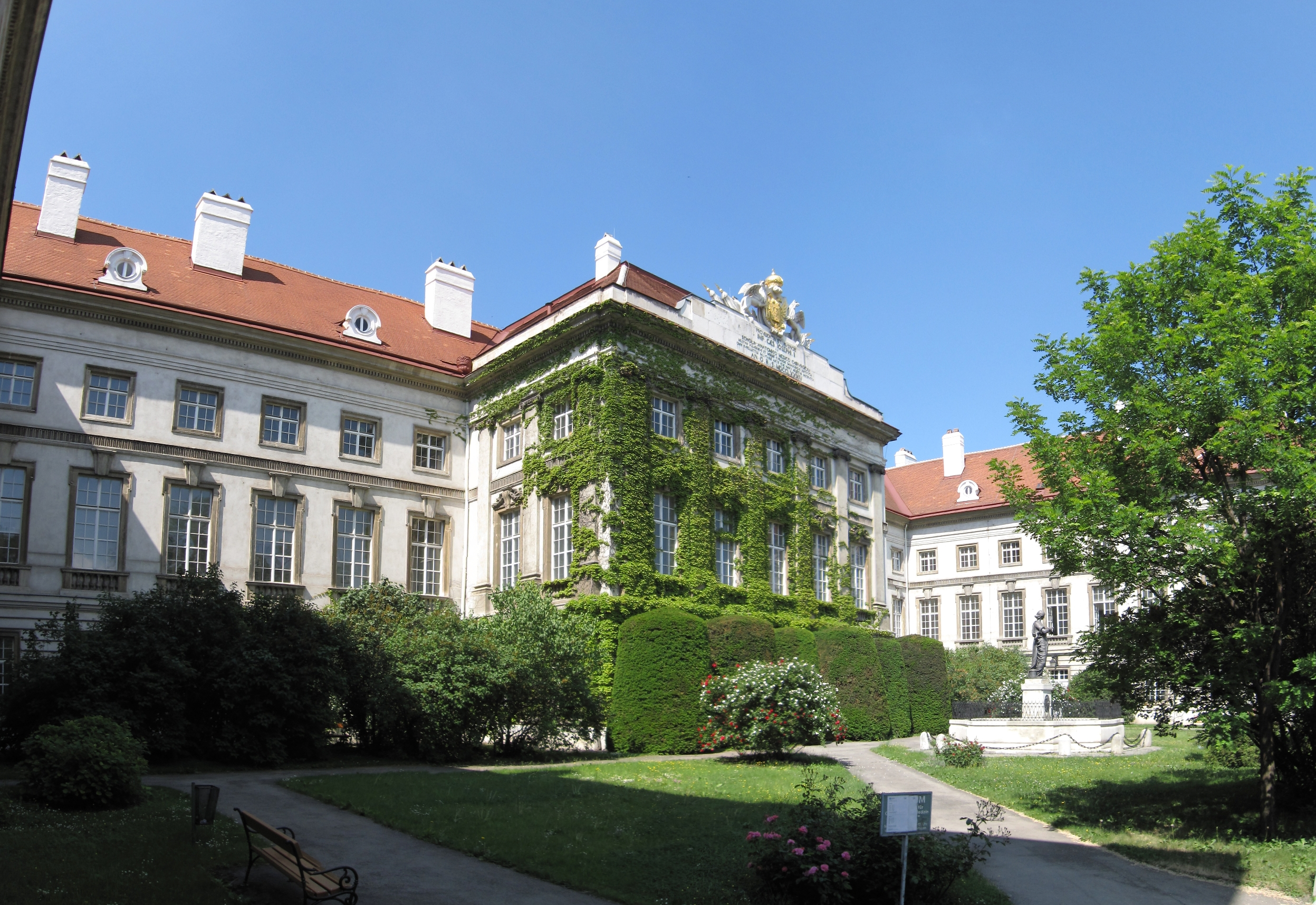
Studienort: das Wiener Josephinum

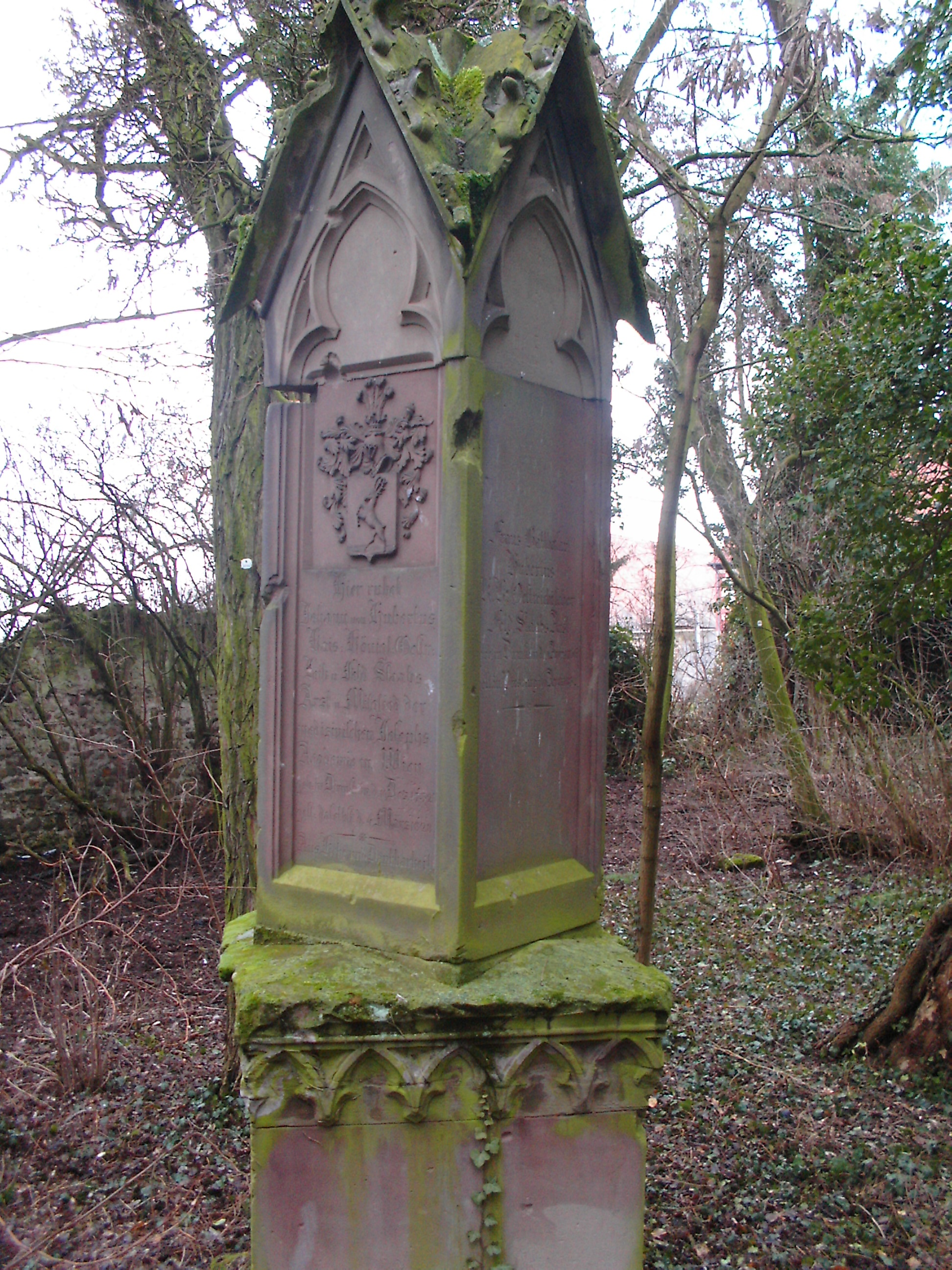
Alter Friedhof: Grabmal der Familie Hubertus mit Inschriften für Johann (links, mit Wappen) und Franz Balthasar (rechts)

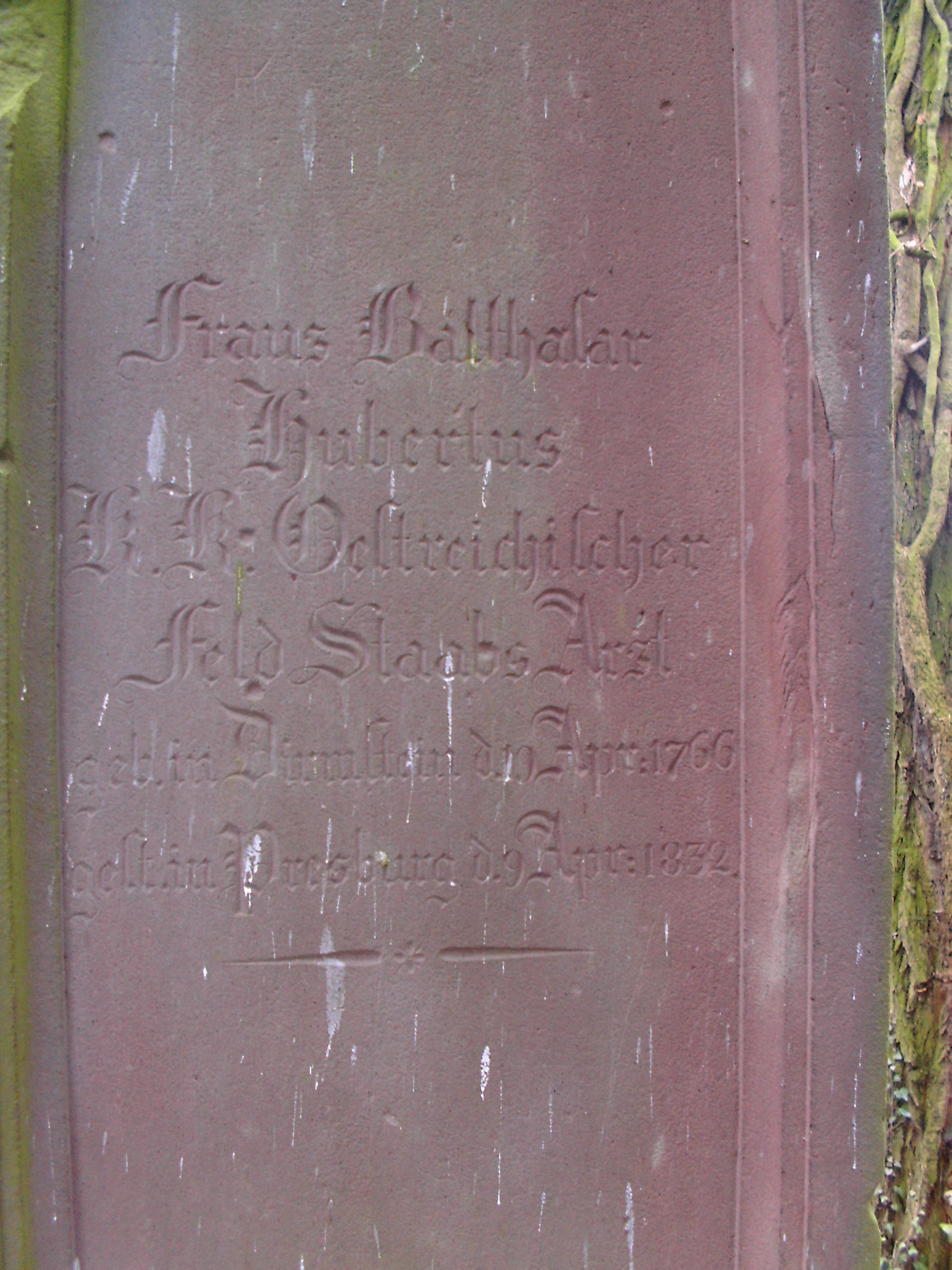
Grabinschrift für Franz Balthasar Hubertus

Johann Hubertus studierte am Josephinum zu Wien Medizin und wurde in diesem Fach zum Doktor promoviert. Danach amtierte er als Arzt und Kreischirurg im heimatlichen Dirmstein. 1784 ist er unter dieser Bezeichnung im Kurmainzischen Hof- und Staatskalender aufgeführt, der auch Personalverzeichnisse des Bistums Worms enthält, zu dem Dirmstein damals gehörte.
Möglicherweise Anfang der 1790er Jahre, als französische Revolutionstruppen und Einheiten der Habsburgermonarchie um die linksrheinischen deutschen Gebiete kämpften, gab Johann Hubertus sein Amt in Dirmstein auf und wechselte in den österreichischen Militärdienst. 1793 fungierte er bereits als Bataillons-Chirurg bei der österreichischen Lacy-Infanterie und avancierte als solcher zum Leibarzt des Erzherzogs Karl. Das belegt die Salzburger Medicinisch-Chirurgische Zeitung vom 22. Juli 1793. In jener Stellung erlangte Johann Hubertus 1794 in Brüssel Berühmtheit, als er in einer schwierigen Operation dem 45-jährigen ungarischen Adeligen Baron von Krasky das Leben rettete. Dieser litt an einem seit mehr als 100 Stunden eingeklemmten Leistenbruch, welcher bereits zu Nekrosen und einem Darmverschluss geführt hatte.
1797 und 1798 wurde Johann Hubertus als Stabschirurgus in der k. k. Armee und gleichzeitig Leibchirurgus des Erzherzogs Karl geführt. Eine Biographie des Erzherzogs aus dem Jahre 1942 bezeichnete Johann Hubertus als Feldstabsarzt.
Offenbar betätigte sich Johann Hubertus auch als praktischer Arzt in Wien und Umgebung. 1804 soll der Pfälzer in Laxenburg, einem Sommersitz der Habsburger bei Wien, mit Wasserkuren erfolgreich „hitzige Fieber, Masern und Scharlach“ behandelt haben. Der Arzt Joseph Frank, Sohn des Mediziners Johann Peter Frank aus Rodalben in der Pfalz, hatte diese Wasserkuren 1803 in Wien eingeführt. Vermutlich stand Johann Hubertus mit den dort lebenden Landsleuten Frank Vater und Sohn in Kontakt, da er schon ein Jahr später ihre Methode übernahm. Laut Wiener Schematismus von 1808 wohnte Johann Hubertus damals in der dortigen Breunerstraße 1198.
Johann Hubertus wurde 1826 für seine Verdienste geadelt. Der österreichische Staats-Schematismus nennt Johann Hubertus letztmals 1828 als in Wien ansässiges Mitglied der medizinischen Josephs-Akademie, Doktor der Chirurgie, emeritierten Leibchirurg und Stabsarzt.
Johann Hubertus verbrachte seinen Ruhestand in Österreich und starb während eines Heimatbesuches in Dirmstein; seine letzte Ruhestätte fand er auf dem dortigen Alten Friedhof. Dieser liegt im Osten der Gemeinde, dem ehemaligen Niederdorf, nahe dem Bischöflichen Schloss und wurde bis in die 1850er Jahre belegt. Das prächtige Grabmal mit dem Familienwappen ist bis heute erhalten.

## Familiäres Umfeld
Der jüngere Bruder oder Halbbruder Franz Balthasar von Hubertus (* 19. April 1766; † 9. April 1832) machte ebenfalls Karriere als Militärarzt in Österreich. Er starb in Pressburg (heute Bratislava, Slowakei) und wurde wohl auch dort bestattet. Seine Daten sind auf dem Grabmal von Johann Hubertus in Dirmstein seitlich eingemeißelt.
Beide Brüder sind 1822 und 1825 in Österreich als Doktoren der Chirurgie und Feldstabsärzte verzeichnet. Der Militär-Schematismus von 1828 nennt nur noch Franz Hubertus allein. Auch dieser wurde, kurz vor seinem Tode, als Edler von Hubertus in den Adelsstand erhoben. Mit diesem Titel und als Inhaber der großen goldenen Zivilverdienstmedaille weist ihn der Ehrenspiegel der k. k. Österreichischen Armee von 1831 aus.
Auf der Rückseite des Grabmals wird an die Schwester der beiden Ärzte, Margaretha Römer geb. Hubertus (* 29. Januar 1764; † 9. September 1850), erinnert.